# 小野義彦
小野 義彦（おの よしひこ、1914年4月25日 - 1990年11月19日）は、日本の経済学者、大阪市立大学名誉教授。マルクス主義の立場から資本主義批判を行った。日本共産党における主流派のアメリカ従属論を批判した。主流派が、日本のアメリカ従属から脱する民族民主革命と社会主義革命が必要とする二段階革命論を唱えたことに対して日本はアメリカに従属しておらず、戦術としてアメリカ従属を利用する日本の独占資本主義に対する一段階革命論を提唱し、事実上日本共産党から排除された。1963年9月に平民学連からシンパ学生を率いて民主主義学生同盟を結成した。

## 経歴
東京府東京市四谷区生まれ。仙台第二中学校から第一高等学校へ進んだが、1933年に左翼活動のため中退。1938年に京都帝国大学文学部史学科を卒業、入営して中国や南方を転戦するが1943年、日本に帰された後の1944年、軍法会議で懲役5年の判決を受けた。これにより従七位を失位した。1945年10月に出所。1950年京都大学大学院修了。1955年大阪市立大学講師、1957年助教授、1962年教授、1970年経済学部長となる。1969年、「戦後日本資本主義論」で大阪市大より経済学博士号を取得。1978年、大阪市大を定年退官、名誉教授、岐阜経済大学教授を務めた。

## 著書
- 戦後日本資本主義論 従属経済論批判（青木書店 1963年）
- 現代日本資本主義の危機 国家独占資本主義の展開（新泉社 1976年）
- 「昭和史」を生きて 人民戦線から安保まで（三一書房 1985年4月）

## 翻訳
- 戦後日本の経済（A.ディンケヴィッチ 合同出版社 1959年）
- 日本現代史（ソ連科学アカデミー東洋研究所 山本正美共訳 河出書房新社 1959年）
- 『資本論』の方法と現代資本主義（ペウズネル 協同産業出版部 1971年）